# Мадера, Оскар
Оскар Мадера (р. 7 октября 1976, Ленинград, СССР) — российский архитектор, современный художник, дизайнер интерьеров.

## Биография
Участник двух фестивалей «Архстояние»: в 2009 году — с объектом «Механический лес», в 2011 году — с сараем «Функциональное мычание».
Про сарай «Функциональное мычание» сказал в интервью:
Как говорит глухонемой, он может только ритмически мычать, один, два раза мычать и так далее. А у сарая нет такой возможности, поэтому он отпочковывает от себя единственное, что у него есть — крышу. Получаются две абсолютно одинаковые крыши, которые делают его не совсем сараем, но при этом не делают ни домом, ни чем другим.

## Семья
Не женат.

## Выставки

### Групповые выставки
- 2003 — «Райские кущи», Музей Анны Ахматовой в Фонтанном доме, Санкт-Петербург (с проектом «Радикалы 10-х — павильон "Санкт-Петербург"»)[3][4][5].
- 2010 — Выставка ландшафтных инсталляций «Острова», Гарден Сити, Лахта, Россия (с проектом «Море свечей», совместно с Василием Гомозовым)[6].

## Фестивали
- 2009 — «Архстояние», Калужская область, Россия (объект «Механический лес»)[7].
- 2011 — «Архстояние», Калужская область, Россия (сарай «Функциональное мычание»)[2].

## Местонахождение произведений
- Парк «Никола-Ленивец» (сарай «Функциональное мычание»)[2]

## Награды и премии
- 2006 — VIII архитектурная выставка «Под крышей дома», Москва (1 место в номинации «Общественный интерьер» за интерьер салона по продаже техники для активного отдыха; совместно с Романом Резниковым и Василиной Щёткиной)[8].